# Bomolocha conditalis
Bomolocha conditalis är en fjärilsart som beskrevs av Heinrich Benno Möschler. Bomolocha conditalis ingår i släktet Bomolocha och familjen nattflyn. Inga underarter finns listade i Catalogue of Life.